# Cantó de Cozes
El cantó de Cozes és un cantó francès del departament del Charente Marítim, situat al districte de Saintes. Té 14 municipis i el cap és Cozes.

## Municipis
- Arces
- Barzan
- Boutenac-Touvent
- Brie-sous-Mortagne
- Chenac-Saint-Seurin-d'Uzet
- Cozes
- Épargnes
- Floirac
- Grézac
- Meschers-sur-Gironde
- Mortagne-sur-Gironde
- Saint-Romain-sur-Gironde
- Semussac
- Talmont-sur-Gironde

| Data d'elecció                           | Identitat           | Partit                                  | Qualitat |
| ---------------------------------------- | ------------------- | --------------------------------------- | -------- |
| 1931-1940                                | Amédée Delaunay     | radical                                 |          |
| 1945-1951                                | René Seuillet       | Divers droite                           |          |
| 1951-1981                                | André Lacaze        | RS, després CNIP, després divers gauche |          |
| 1981-2006                                | Jean-Paul Berthelot | Divers gauche, després sense etiqueta   |          |
| 2006-                                    | Daniel Hillairet    | Divers droite                           |          |
| les dades anteriors no són pas conegudes |                     |                                         |          |
|                                          |                     |                                         |          |

| A partir de 1990: Població sense dobles comptes |